# Жуан Міранда
Жуан Міранда ді Соуза Фільйо (порт. João Miranda de Souza Filho; 7 вересня 1984, Паранавай, Парана), більше відомий як Міранда (порт. Miranda) — бразильський футболіст, центральний захисник «Сан-Паулу» і збірної Бразилії.
Виступав, зокрема, за клуби «Сан-Паулу», у складі якого є триразовим чемпіоном Бразилії, та «Атлетіко», ставши з іспанським грандом переможцем Ліги Європи та володарем Суперкубка УЄФА, а також вигравши чемпіонат і Кубок Іспанії. Також виступає за національну збірну Бразилії. У складі збірної — володар Кубка Конфедерацій.

## Клубна кар'єра
Народився 7 вересня 1984 року в місті Паранавай. Вихованець футбольної школи клубу «Корітіба». Дорослу футбольну кар'єру розпочав 2004 року в основній команді того ж клубу, в якій провів два сезони, взявши участь у 49 матчах чемпіонату.
Протягом сезону 2005/06 років захищав кольори французького «Сошо», після чого повернувся на батьківщину, ставши гравцем «Сан-Паулу», до складу якого приєднався в серпні 2006 року. У тому ж році він виборов титул чемпіона Бразилії, а 2007 року зв'язка з трьох захисників у складі Міранди, Брено і Алекса Сілви стала найкращою в Бразилії, а клуб став вдруге поспіль чемпіоном країни. 2008 року Міранда вже разом із Родріго Балдассо і Андре Діасом склав найкращу оборонну лінію чемпіонату і «Сан-Паулу» досяг рекордного третього поспіль і загалом шостого титулу чемпіона Бразилії.

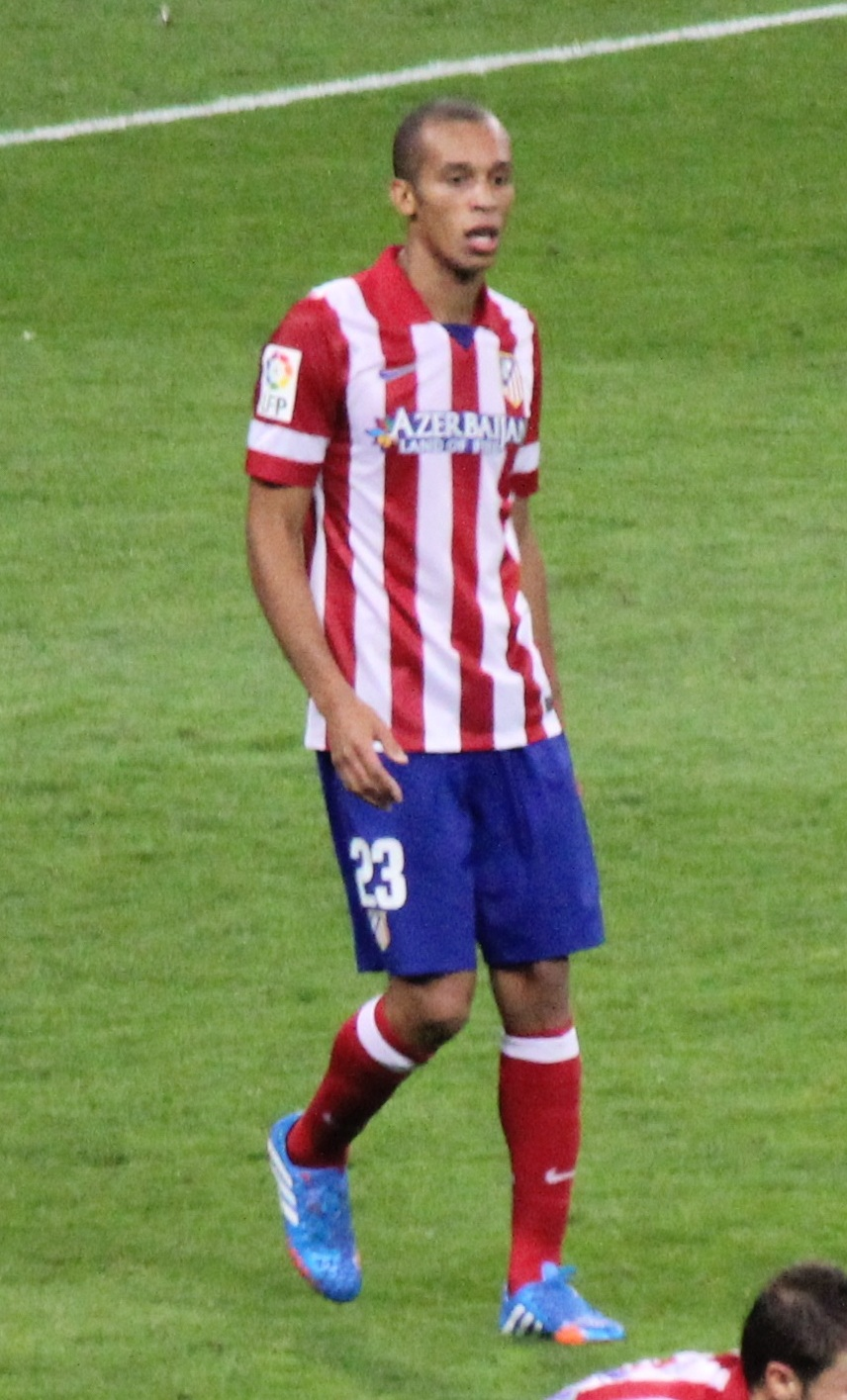
Жуан Міранда під час виступів за «Атлетіко». 2013 рік.

2011 року уклав контракт з клубом «Атлетіко», у складі якого провів наступні чотири роки своєї кар'єри гравця. У першому ж сезоні клуб виграв Лігу Європи, а в матчі за Суперкубок УЄФА Міранда забив один із голів у ворота «Челсі» (4:1) і допоміг «матрацникам» виграти другий євротрофей за рік. У сезоні 2012/13 Міранда виграв з клубом Кубок Іспанії, а наступного року став чемпіоном країни. А останнім трофеєм для бразильця у складі мадридського клубу став Суперкубок Іспанії 2014 року.
Граючи у складі «Атлетіко» також здебільшого виходив на поле в основному складі команди.
30 червня 2015 року Жуан Міранда підписав контракт з італійським клубом «Інтернаціонале». Сума трансферу склала близько 15 мільйонів євро. За чотири роки виступів в Італії відіграв за «нераззуррі» 109 матчів у національному чемпіонаті.
26 липня 2019 року дію контракту бразильця з «Інтером» було припинено за обопільною згодою. Невдовзі Жуан Міранда став гравцем китайського «Цзянсу Сунін».

## Виступи за збірну
Міранда викликався до складу національної збірної Бразилії з 2007 року, але лише 1 квітня 2009 року дебютував в офіційних матчах у складі національної збірної Бразилії в матчі відбору на чемпіонат світу 2010 року проти Перу, замінивши травмованого Луїзао. Того ж року поїхав зі збірною на Кубок конфедерацій 2009 року у ПАР, здобувши того року титул переможця турніру. Тим не менш Жуан зіграв лише в одній грі групового етапу проти США, програвши конкуренцію Андре Сантосу.
Основним гравцем збірної став лише з 2014 року, коли збірну очолив Дунга, виступаючи в парі з Давідом Луїсом. Цим тренером Міранда був включений у заявку збірної на Кубок Америки 2015 року у Чилі. Після вилучення Неймара у першому матчі команди проти збірної Колумбії (якого дискваліфікували до кінця турніру), Міранда був призначений капітаном, але збірна вилетіла вже у чвертьфіналі. Наступного року на Кубку Америки 2016 року у США Міранда вже не був основним і вийшов на полі лише в третьому матчі групового етапу проти Перу. Бразильці той матч програли 0:1 і сенсаційно не вийшли з групи.
У травні 2018 року Жуан був основним гравцем бразильців на чемпіонаті світу 2018 року в Росії.
| Дата       | Місто                       | Господарі | Результат          | Гості      | Турнір                          | Голи | Примітки |
| ---------- | --------------------------- | --------- | ------------------ | ---------- | ------------------------------- | ---- | -------- |
| 2-4-2009   | Порту-Алегрі                | Бразилія  | 3 – 0              | Перу       | Відбір до ЧС 2010               | -    | 12'      |
| 18-6-2009  | Преторія                    | США       | 0 – 3              | Бразилія   | Кубок Конфедерацій              | -    |          |
| 12-8-2009  | Таллінн                     | Естонія   | 0 – 1              | Бразилія   | товариський матч                | -    | 68'      |
| 10-9-2009  | Салвадор (Бразилія)         | Бразилія  | 4 – 2              | Чилі       | Відбір до ЧС 2010               | -    |          |
| 11-10-2009 | Ла-Пас                      | Болівія   | 2 – 1              | Бразилія   | Відбір до ЧС 2010               | -    |          |
| 14-10-2009 | Кампу-Гранді                | Бразилія  | 0 – 0              | Венесуела  | Відбір до ЧС 2010               | -    | 58'      |
| 6-2-2013   | Лондон                      | Англія    | 2 – 1              | Бразилія   | товариський матч                | -    | 79'      |
| 6-9-2014   | Маямі-Ґарденс               | Бразилія  | 1 – 0              | Колумбія   | товариський матч                | -    |          |
| 10-9-2014  | Іст-Ратерфорд               | Бразилія  | 1 – 0              | Еквадор    | товариський матч                | -    |          |
| 11-10-2014 | Пекін                       | Бразилія  | 2 – 0              | Аргентина  | товариський матч                | -    |          |
| 14-10-2014 | Сінгапур                    | Японія    | 0 – 4              | Бразилія   | товариський матч                | -    |          |
| 12-11-2014 | Стамбул                     | Туреччина | 0 – 4              | Бразилія   | товариський матч                | -    |          |
| 18-11-2014 | Відень                      | Австрія   | 1 – 2              | Бразилія   | товариський матч                | -    | кап. 27' |
| 26-3-2015  | Сен-Дені                    | Франція   | 1 – 3              | Бразилія   | товариський матч                | -    |          |
| 29-3-2015  | Лондон                      | Бразилія  | 1 – 0              | Чилі       | товариський матч                | -    | 63'      |
| 7-6-2015   | Сан-Паулу                   | Бразилія  | 2 – 0              | Мексика    | товариський матч                | -    |          |
| 11-6-2015  | Порту-Алегрі                | Бразилія  | 1 – 0              | Гондурас   | товариський матч                | -    |          |
| 14-6-2015  | Темуко                      | Бразилія  | 2 – 1              | Перу       | Копа Америка 2015 - 1-й етап    | -    |          |
| 18-6-2015  | Сантьяго                    | Бразилія  | 0 – 1              | Колумбія   | Копа Америка 2015 - 1-й етап    | -    |          |
| 21-6-2015  | Сантьяго                    | Бразилія  | 2 – 1              | Венесуела  | Копа Америка 2015 - 1-й етап    | -    | кап.     |
| 27-6-2015  | Консепсьйон                 | Бразилія  | 1 – 1 (3 – 4 п.п.) | Парагвай   | Копа Америка 2015 - чвертьфінал | -    | кап.     |
| 5-9-2015   | Гаррісон                    | Бразилія  | 1 – 0              | Коста-Рика | товариський матч                | -    | кап.     |
| 9-9-2015   | Фоксборо (Массачусетс)      | США       | 1 – 4              | Бразилія   | товариський матч                | -    | кап. 23' |
| 9-10-2015  | Сантьяго                    | Чилі      | 2 – 0              | Бразилія   | Відбір до ЧС 2018               | -    | кап.     |
| 14-10-2015 | Форталеза                   | Бразилія  | 3 – 1              | Венесуела  | Відбір до ЧС 2018               | -    | кап.     |
| 14-11-2015 | Буенос-Айрес                | Аргентина | 1 – 1              | Бразилія   | Відбір до ЧС 2018               | -    |          |
| 18-11-2015 | Салвадор (Бразилія)         | Бразилія  | 3 – 0              | Перу       | Відбір до ЧС 2018               | -    |          |
| 26-3-2016  | Ресіфі                      | Бразилія  | 2 – 2              | Уругвай    | Відбір до ЧС 2018               | -    |          |
| 30-3-2016  | Асунсьйон                   | Парагвай  | 2 – 2              | Бразилія   | Відбір до ЧС 2018               | -    | кап. 28' |
| 29-5-2016  | Денвер                      | Панама    | 0 – 2              | Бразилія   | товариський матч                | -    | кап. 89' |
| 12-6-2016  | Фоксборо (Массачусетс)      | Бразилія  | 0 – 1              | Перу       | Копа Америка 2016 - 1-й етап    | -    | кап.     |
| 1-9-2016   | Кіто                        | Еквадор   | 0 – 3              | Бразилія   | Відбір до ЧС 2018               | -    | кап.     |
| 6-9-2016   | Манаус                      | Бразилія  | 2 – 1              | Колумбія   | Відбір до ЧС 2018               | 1    |          |
| 6-10-2016  | Натал (Ріу-Гранді-ду-Норті) | Бразилія  | 5 – 0              | Болівія    | Відбір до ЧС 2018               | -    |          |
| 11-10-2016 | Мерида                      | Венесуела | 0 – 2              | Бразилія   | Відбір до ЧС 2018               | -    |          |
| 11-11-2016 | Белу-Оризонті               | Бразилія  | 3 – 0              | Аргентина  | Відбір до ЧС 2018               | -    | 87'      |
| 16-11-2016 | Ліма                        | Перу      | 0 – 2              | Бразилія   | Відбір до ЧС 2018               | -    |          |
| 24-3-2017  | Монтевідео                  | Уругвай   | 1 – 4              | Бразилія   | Відбір до ЧС 2018               | -    | кап.     |
| 28-3-2017  | Сан-Паулу                   | Бразилія  | 3 – 0              | Парагвай   | Відбір до ЧС 2018               | -    | кап.     |
| 31-8-2017  | Порту-Алегрі                | Бразилія  | 2 – 0              | Еквадор    | Відбір до ЧС 2018               | -    | кап. 46' |
| 5-10-2017  | Ла-Пас                      | Болівія   | 0 – 0              | Бразилія   | Відбір до ЧС 2018               | -    |          |
| 10-10-2017 | Сан-Паулу                   | Бразилія  | 3 – 0              | Чилі       | Відбір до ЧС 2018               | -    |          |
| 14-11-2017 | Лондон                      | Англія    | 0 – 0              | Бразилія   | товариський матч                | -    |          |
| 23-3-2018  | Москва                      | Росія     | 0 – 3              | Бразилія   | товариський матч                | 1    | 86'      |
| 27-3-2018  | Берлін                      | Німеччина | 0 – 1              | Бразилія   | товариський матч                | -    |          |
| 3-6-2018   | Ліверпуль                   | Бразилія  | 2 – 0              | Хорватія   | товариський матч                | -    | 65'      |
| 10-6-2018  | Відень                      | Австрія   | 0 – 3              | Бразилія   | товариський матч                | -    |          |
| 17-6-2018  | Ростов-на-Дону              | Бразилія  | 1 – 1              | Швейцарія  | ЧС 2018 - 1-й етап              | -    |          |
| 22-6-2018  | Санкт-Петербург             | Бразилія  | 2 – 0              | Коста-Рика | ЧС 2018 - 1-й етап              | -    |          |
| 27-6-2018  | Москва                      | Сербія    | 0 – 2              | Бразилія   | ЧС 2018 - 1-й етап              | -    | кап.     |
| 2-7-2018   | Самара                      | Бразилія  | 2 – 0              | Мексика    | ЧС 2018 - 1/8 фіналу            | -    |          |
| 6-7-2018   | Казань                      | Бразилія  | 1 – 2              | Бельгія    | ЧС 2018 - чвертьфінал           | -    | кап.     |
| 16-10-2018 | Джидда                      | Бразилія  | 1 – 0              | Аргентина  | товариський матч                | 1    | 74'      |
| 16-11-2018 | Лондон                      | Бразилія  | 1 – 0              | Уругвай    | товариський матч                | -    |          |
| 23-3-2019  | Порту                       | Бразилія  | 1 – 1              | Панама     | товариський матч                | -    |          |
| 6-6-2019   | Бразиліа                    | Бразилія  | 2 – 0              | Катар      | товариський матч                | -    |          |
| 9-6-2019   | Порту-Алегрі                | Бразилія  | 7 – 0              | Гондурас   | товариський матч                | -    | 77'      |
| 2-7-2019   | Белу-Оризонті               | Бразилія  | 2 – 0              | Аргентина  | Копа Америка 2019 - півфінал    | -    | 64'      |
| Усього     |                             | Матчів    | 58                 |            | Голів                           | 3    |          |

## Досягнення

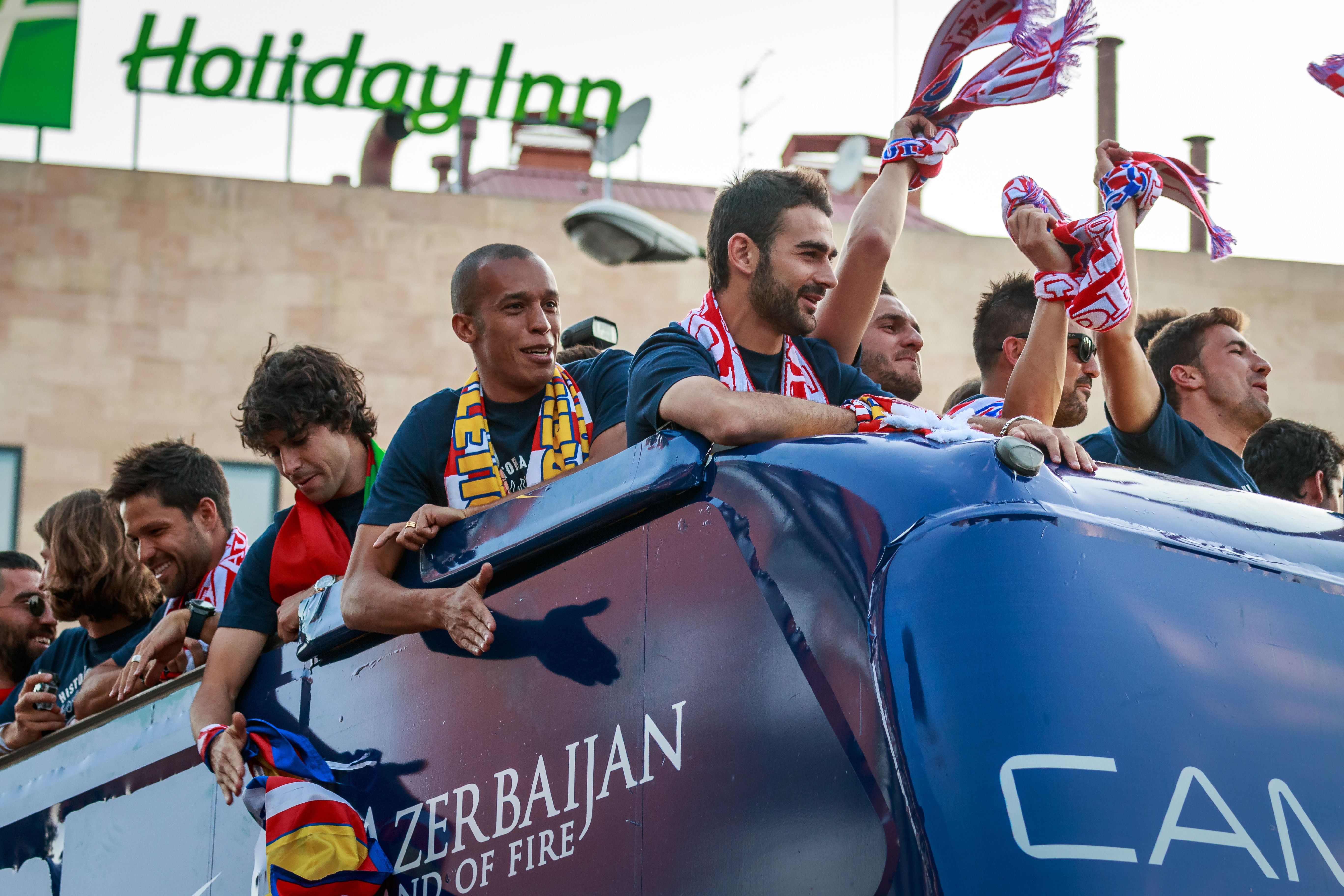
Жуан Міранда з партнерами на святкуванні чемпіонства Іспанії у сезоні 2013/14

### Клубні
Корітіба
- Чемпіон Ліги Паранаенсе: 2004

Сан-Паулу
- Чемпіон Серія A: 2006, 2007, 2008

Атлетіко Мадрид
- Чемпіон Іспанії: 2013-14
- Володар кубка Іспанії: 2012-13
- Володар Суперкубка Іспанії: 2014;
- Фіналіст суперкубка Іспанії: 2013
- Володар Ліги Європи УЄФА: 2011-12
- Володар Суперкубка УЄФА: 2012
- Фіналіст Ліги чемпіонів УЄФА: 2013-14

### Збірна
- Володар Кубка конфедерацій: 2009
- Переможець Суперкласіко де лас Амерікас: 2014, 2018
- Переможець Кубка Америки: 2019

### Індивідуальні
- Команда року в Серії А: 2007, 2008, 2009, 2010
- Срібний м'яч (Бразилія): 2008, 2009